# Lumbrinerides carpinei
Lumbrinerides carpinei é uma espécie de anelídeo pertencente à família Lumbrineridae.
A autoridade científica da espécie é Ramos, tendo sido descrita no ano de 1976.
Trata-se de uma espécie presente no território português, incluindo a sua zona económica exclusiva.